# Dan Harrigan
Dan Harrigan (n. 29 octombrie 1955, South Bend, Indiana, SUA) este un înotător ce a reprezentat Statele Unite ale Americii, medaliat olimpic. A participat la o ediție a Jocurilor Olimpice (1976) în care a câștigat două medalii de bronz.